# Плодоядные голуби
Плодоядные голуби, или фруктовые голуби (лат. Ducula) — род птиц семейства голубиных.
Крупные голуби яркой окраски. Обитатели густых влажных лесов Южной и Юго-Восточной Азии, Малайского архипелага, Австралии, Новой Гвинеи, островов Океании до Таити на востоке. Питаются фруктами.

## Виды
В состав рода включают 42 вида:
- Ducula poliocephala — Филиппинский плодоядный голубь
- Ducula forsteni — Сулавесский плодоядный голубь
- Ducula mindorensis — Миндорский плодоядный голубь
- Ducula radiata — Полосатохвостый плодоядный голубь
- Ducula carola — Пятнистокрылый плодоядный голубь
- Ducula aenea — Мускатный плодоядный голубь
- Ducula oenothorax
- Ducula nicobarica
- Ducula perspicillata — Очковый плодоядный голубь
- Ducula neglecta
- Ducula concinna — Синехвостый плодоядный голубь
- Ducula pacifica — Тихоокеанский плодоядный голубь
- Ducula oceanica — Микронезийский плодоядный голубь
- Ducula aurorae — Таитянский плодоядный голубь
- Ducula galeata — Маркизский плодоядный голубь
- Ducula rubricera — Красногребенчатый плодоядный голубь
- Ducula myristicivora — Черногребенчатый плодоядный голубь
- Ducula geelvinkiana
- Ducula rufigaster — Рыжебрюхий плодоядный голубь
- Ducula basilica — Молуккский фруктовый голубь
- Ducula finschii — Плодоядный голубь Финша
- Ducula chalconota — Блестящий плодоядный голубь
- Ducula pistrinaria — Меланезийский плодоядный голубь
- Ducula rosacea
- Ducula whartoni — Тёмный плодоядный голубь
- Ducula pickeringii — Серый плодоядный голубь
- Ducula latrans — Фиджийский плодоядный голубь
- Ducula brenchleyi — Каштановобрюхий плодоядный голубь
- Ducula bakeri — Новогебридский плодоядный голубь
- Ducula goliath — Новокаледонский плодоядный голубь
- Ducula pinon — Гологлазый плодоядный голубь
- Ducula melanochroa — Чёрный плодоядный голубь
- Ducula mullerii — Черношейный плодоядный голубь
- Ducula zoeae — Ленточный плодоядный голубь
- Ducula cuprea
- Ducula badia — Горный плодоядный голубь
- Ducula lacernulata — Темноспинный плодоядный голубь
- Ducula cineracea — Тиморский плодоядный голубь
- Ducula bicolor — Двуцветный плодоядный голубь
- Ducula luctuosa
- Ducula spilorrhoa — Пегий плодоядный голубь
- Ducula subflavescens

## Иллюстрации

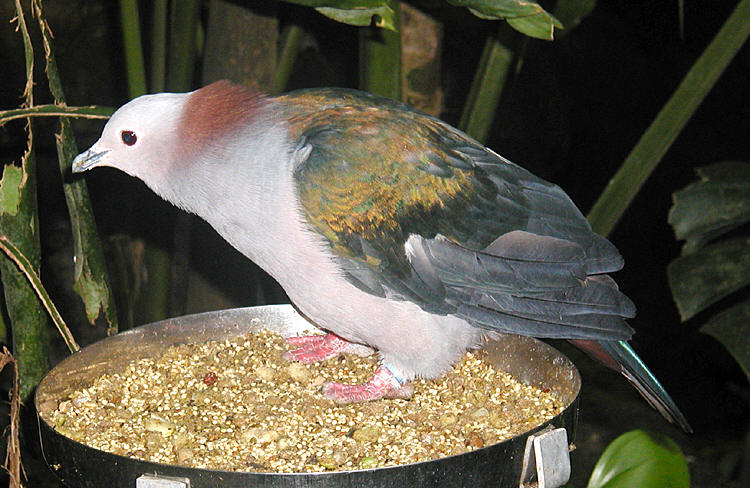
Мускатный плодоядный голубь распространён в Южной и Юго-Восточной Азии
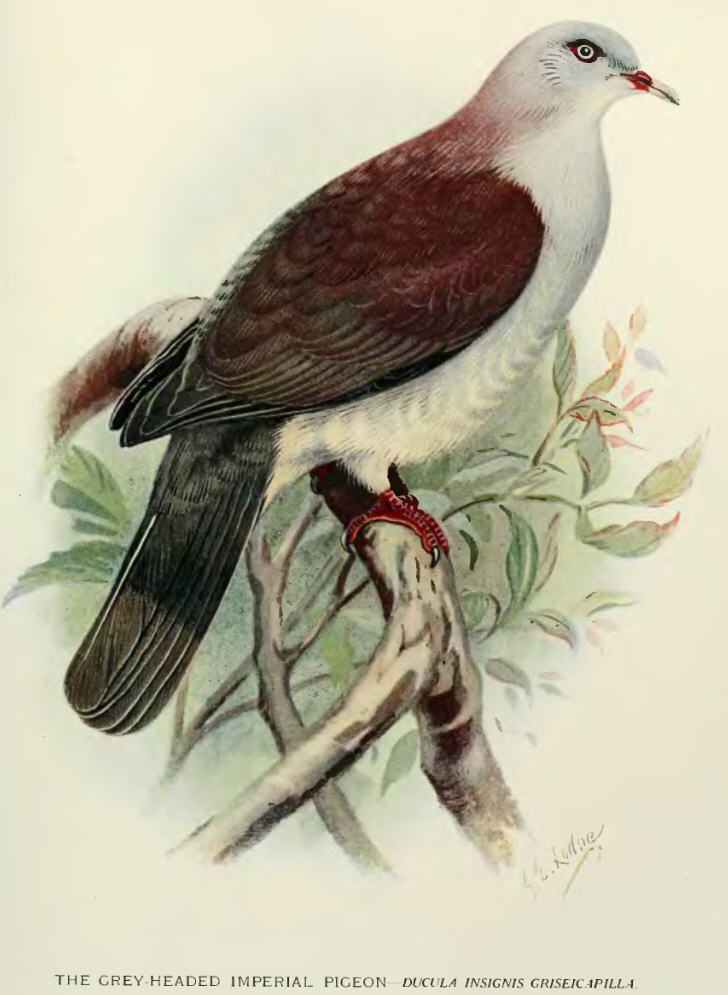
Горный плодоядный голубь распространён в Южной и Юго-Восточной Азии
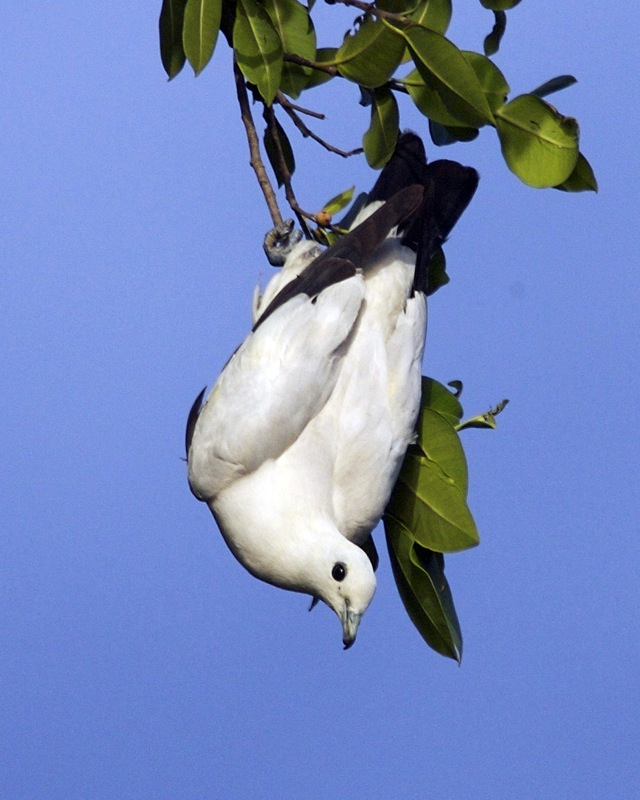
Двуцветный плодоядный голубь из Юго-Восточной Азии
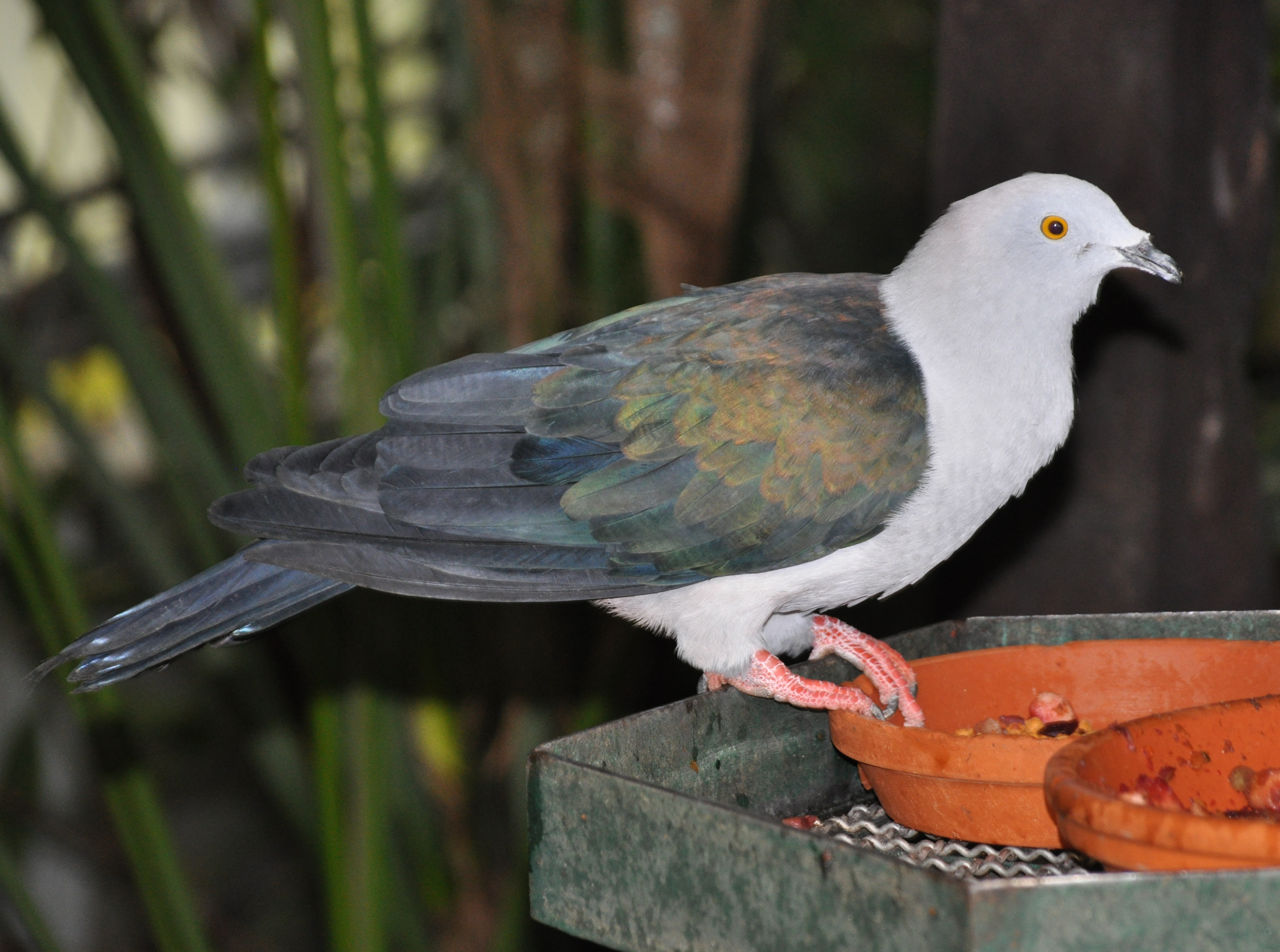
Синехвостый плодоядный голубь обитает в Индонезии
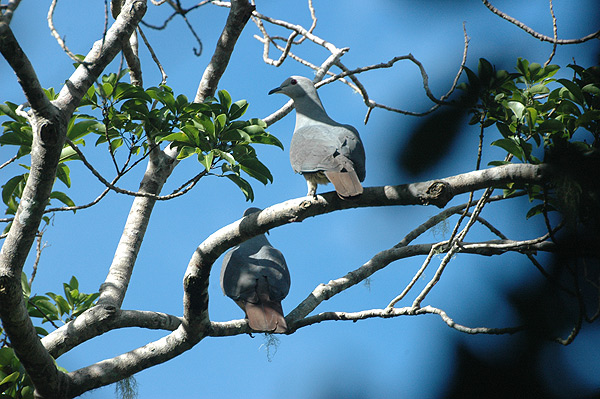
Фиджийский плодоядный голубь — эндемик Фиджи
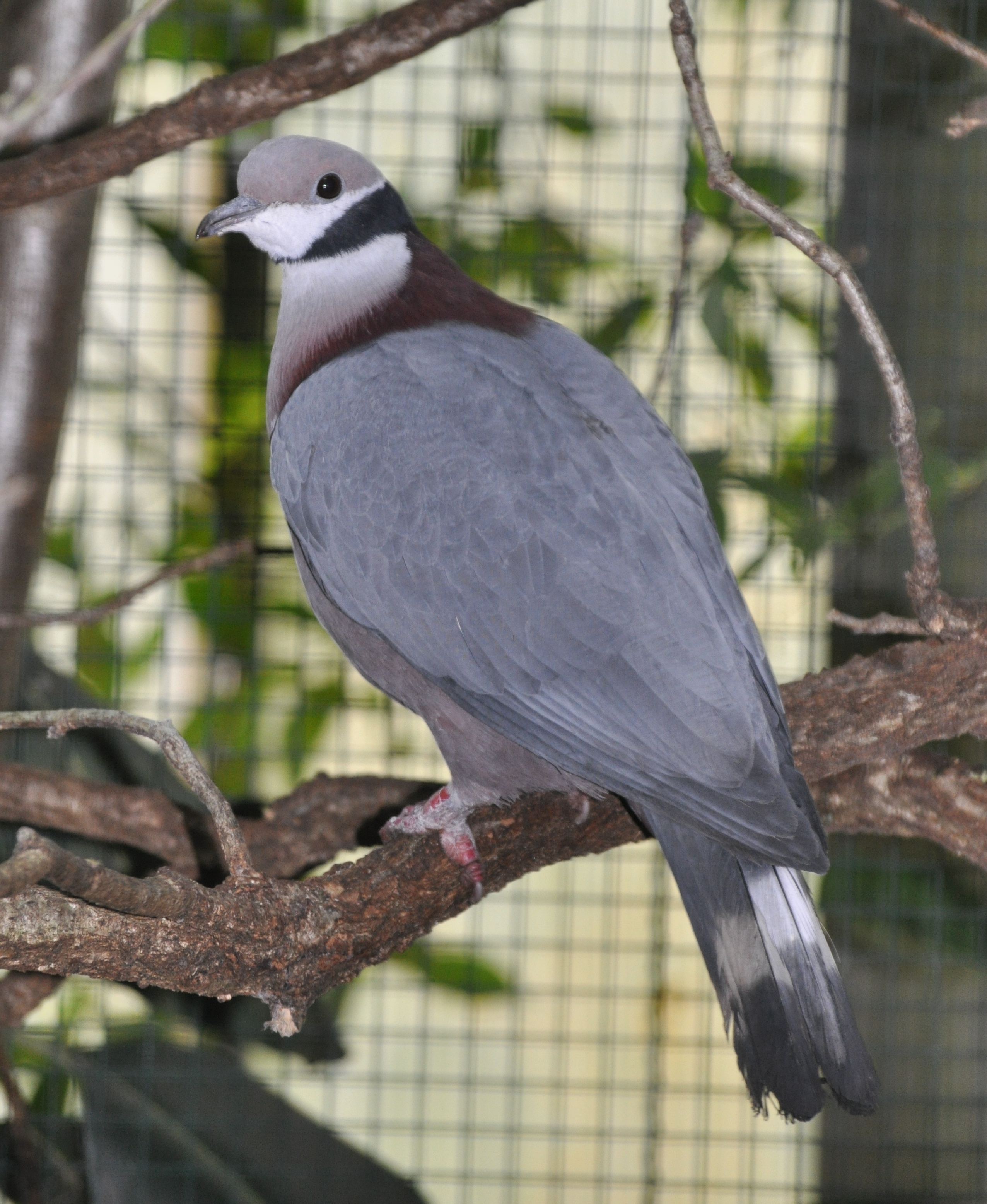
Черношейный плодоядный голубь обитает на Новой Гвинее
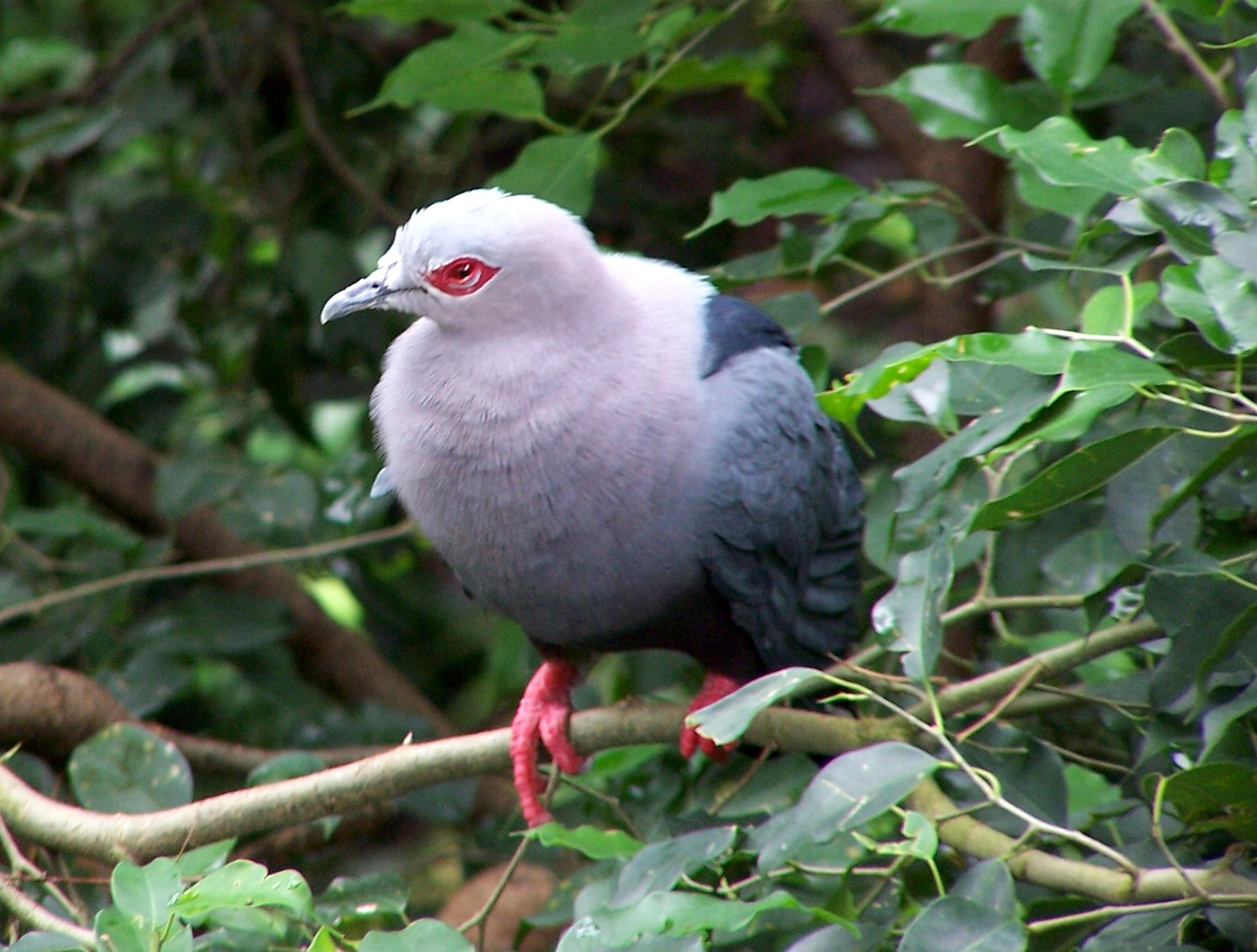
Гологлазый плодоядный голубь обитает на Новой Гвинее
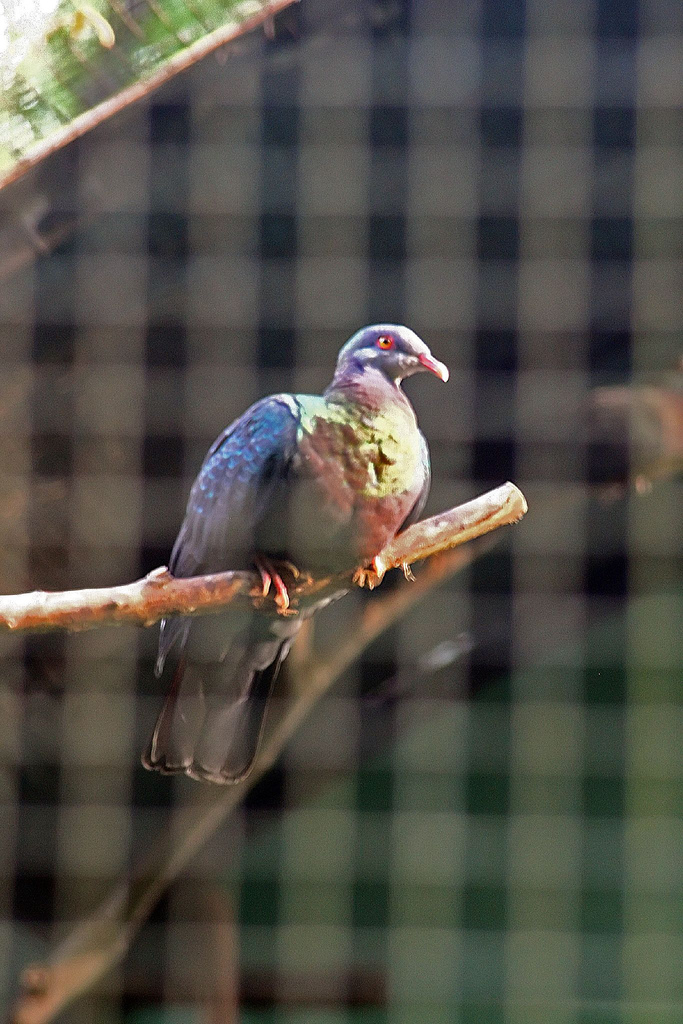
Филиппинский плодоядный голубь — эндемик Филиппин
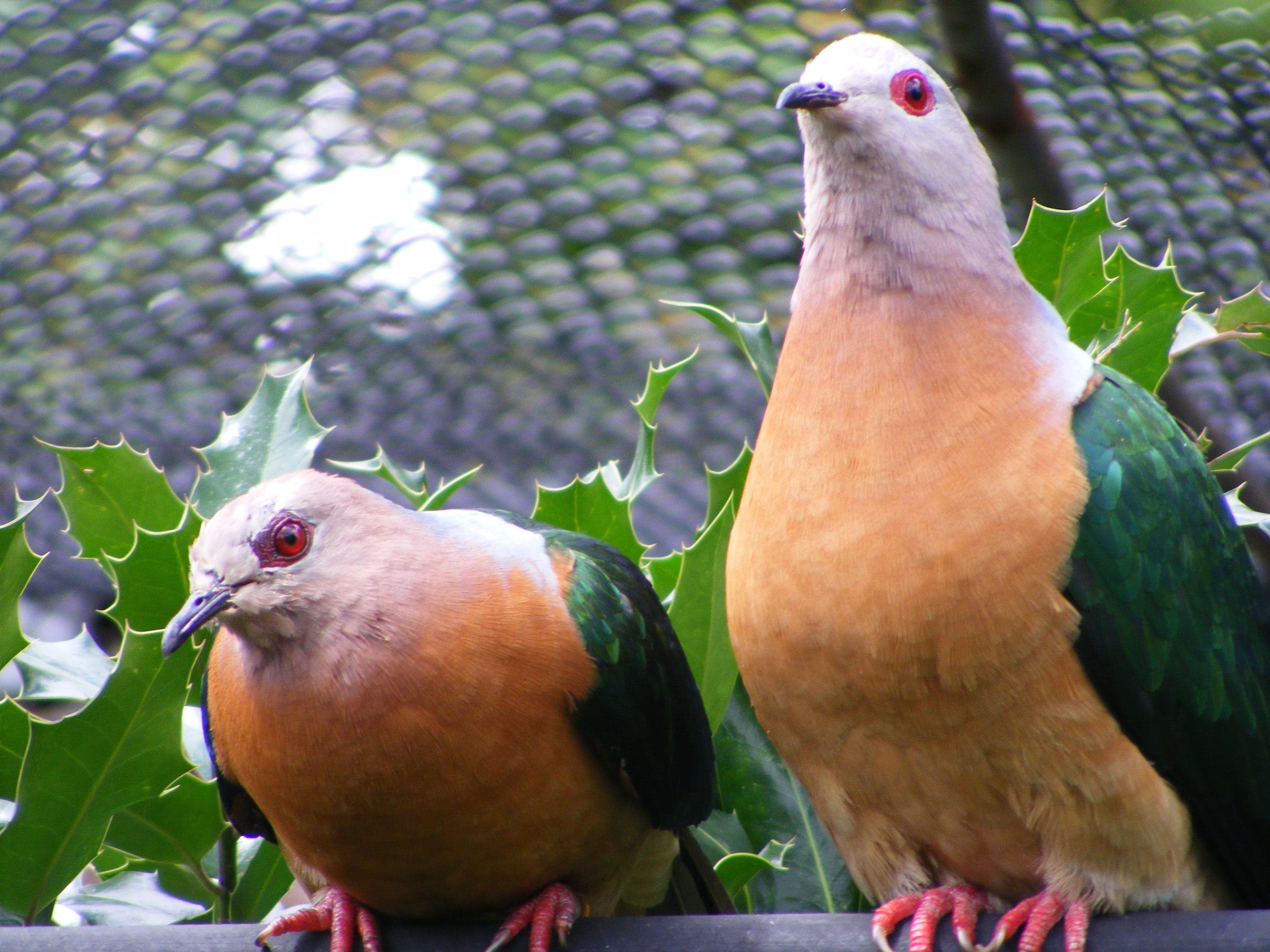
Рыжебрюхий плодоядный голубь обитает на Новой Гвинее
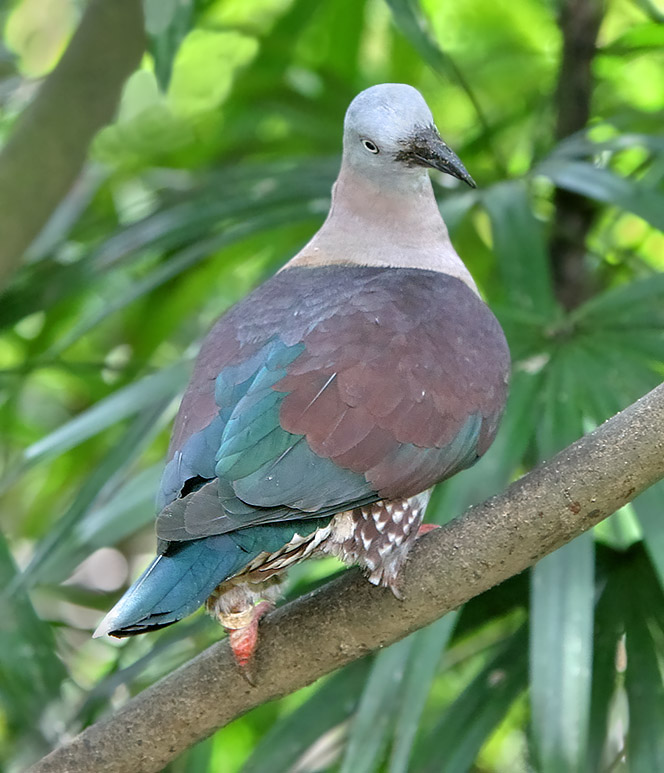
Ленточный плодоядный голубь обитает на Новой Гвинее